# Mistrzostwa Europy w Zapasach 1926
8. Mistrzostwa Europy w zapasach odbywały się w 1926 roku w Rydze na Łotwie.

## Medaliści
| Konkurencja | Złoto             | Srebro        | Brąz            |
| ----------- | ----------------- | ------------- | --------------- |
| -58 kg      | Sigfrid Hansson   | Paul Reiber   | Armand Magyar   |
| -62 kg      | Voldemar Väli     | Erik Malmberg | Ernst Steinig   |
| -67,5 kg    | Harald Pettersson | Oswald Käpp   | Mihály Matura   |
| -75 kg      | Johannes Jacobsen | Fritz Bräun   | László Papp     |
| -82,5 kg    | Robert Rupp       | Rudolf Loo    | Alexander Szabó |
| +82,5 kg    | Georg Gehring     | Josef Urban   | Johan Richthoff |

## Tabela medalowa
| Lp. | Państwo        | Złoto | Srebro | Brąz |
| --- | -------------- | ----- | ------ | ---- |
| 1   | Niemcy         | 2     | 2      | 1    |
| 2   | Szwecja        | 2     | 1      | 1    |
| 3   | Estonia        | 2     | 1      | 0    |
| 4   | Dania          | 1     | 0      | 0    |
| 5   | Czechosłowacja | 0     | 1      | 1    |
| 6   | Węgry          | 0     | 0      | 3    |